# 奈良電視台
奈良電視放送株式會社（日语：／ Nara Terebi Hōsō */?），通稱奈良電視台（奈良テレビ），簡稱TVN，是日本的一家以奈良縣為放送地域的電視台，屬於全國獨立放送協議會，成立於1972年2月7日，開播于1973年4月1日，數位電視呼號為JONM-DTV。該台播出的大部分節目以電視購物和轉播東京電視台的節目為主。

## 外部連結
- 奈良電視台 （页面存档备份，存于） - 官方網站
- 奈良電視台的X（前Twitter）
- YouTube上的奈良電視台頻道
- Nara Television （页面存档备份，存于） - TMDb